# Long-cut
Il long-cut è una variante del piano sequenza, ovvero è un'unica inquadratura che ricopre mediamente la durata di una scena (dai 3 ai 10 minuti) senza stacchi e senza tagli (si parla anche di montaggio interno o anche di montaggio in camera).
A differenza del pianosequenza, il long-cut ha una durata solitamente più lunga, circa il doppio.
È molto raro trovarlo in un film. Alcuni esempi possono essere l'introduzione di Rebecca la prima moglie di Alfred Hitchcock, Elephant di Gus van Sant oppure Revenant - Redivivo di Alejandro González Iñárritu.